# Johnny Run Away
"Johnny Run Away" é uma canção da cantora australiana Tones and I, lançada em 1 de março de 2019 como o primeiro single do EP de estreia de Tones and I The Kids Are Coming. A canção foi produzida por Konstantin Kersting e alcançou a posição 12 na ARIA Singles Chart. Após o lançamento, Tones and I disse que "'Johnny Run Away' 'é sobre meu melhor amigo fugindo de seu pai que o desaprova em tenra idade. A música mostra como as pessoas estão lidando com julgamento e rejeição dentro de sua própria família e do mundo".

## Recepção crítica
Natalie O'Drisscol, do Blank GC, descreveu a música como "uma fatia melódica de electro-pop de inspiração nórdica que conta uma história muito importante". Declan Byrne, do Triple J, disse que a música "é uma música pop saltitante, lindamente trabalhada e cativante, e a voz marcante de Tones o agarra imediatamente".

## Vídeo musical
O videoclipe da música foi dirigido por Luke Dunning e lançado em 28 de fevereiro de 2019.